# 拉里什圣母堂
拉里什圣母堂（法语：Église Notre-Dame-la-Riche）是法国图尔的一座教堂，得名于附近的市镇拉里什。

## 历史
此处在4世纪即兴建教堂，位于基督徒墓地。圣母堂最迟在920年已经存在，但此后多次重建。1562年宗教战争期间和法国大革命期间，该堂曾被破坏。
在19世纪，该堂由建筑师居斯塔夫·盖兰重建。1926年3月30日，该建筑列为法国历史古迹。